# Fazenda de Sant'Ana
La Fazenda de Sant'Ana è stata una fazenda brasiliana che risale ai primordi della colonizzazione del Brasile. Era proprietà della Compagnia di Gesù ed è citata per la prima volta nel 1560 dal padre José de Anchieta. Si trova ove oggi sorge la zona nord di San Paolo, di cui il quartiere di Santana fu il nucleo originario.

## Storia
Nota anche come Fazenda Tietê o Guaré, o caminho de Atibaia e de Minas Gerais la Fazenda de Sant'Ana fu frutto della colonizzazione portoghese, e costituisce il nucleo più antico dell'insediamento urbano a nord del rio Tietê. La tenuta è citata per la prima volta in documenti del 1560 dal padre José de Anchieta. I colonizzatori lusitani che vi condussero come schiavi gli indios, vi si insediarono accompagnati da gesuiti, che già avevano allestito un collegio per la catechizzazione. Furono i gesuiti che introdussero le prime migliorie nella fazenda, come lo stabilimento di alcuni centri di piantagione e allevamento di animali. Nel 1673 la Fazenda de Sant'Ana, si sviluppò ulteriormente e dopo soltanto mezzo secolo i padri la riorganizzarono, facendone la principale fazenda suburbana del Colégio de São Paulo dos Campos de Piratininga.
La sede della fazenda fu costruita nel 1734 e si trovava ove oggi è il Centro de Preparação de Oficiais da Reserva de São Paulo.
Al suo apogeo la proprietà si estendeva da Jardim da Luz, seguendo il rio Tietê fino a Vila Maria al confine con Guarulhos, seguendo il corso del rio Tietê fino al Rio Jundiaí, inglobando la Serra da Mantiqueira fino a Mairiporã.
Dopo il 1768 passò ad essere amministrata dal governo della Capitania di San Paolo, come fazenda reale, in quanto il marchese di Pombal aveva imposto l'espulsione di tutti i missionari e gli educatori dal Regno del Portogallo e dalle sue colonie, confiscandone i beni. Da allora la fazenda fu a più riprese divisa e suddivisa, mentre nel frattempo si andava sviluppando l'attuale quartiere di Santana.

### XIX secolo
L'antica sede della fazenda fu utilizzata come residenza per alcuni funzionari del Governo Provinciale, tanto che nel 1821, risiedevano al Solar dos Andradas, come era chiamata la tenuta, i consiglieri José Bonifácio de Andrade e Silva e Martim Francisco. Nell'anno seguente l'Impero del Brasile nacque nella rua Alfredo Pujol, ove si trovava la sede della fazenda, poiché fu lì ove José Bonifácio de Andrada e Silva redasse la famosa lettera del Dia do Fico per Pietro I, che favorì l'indipendenza del paese.